# Ногарола, Изотта

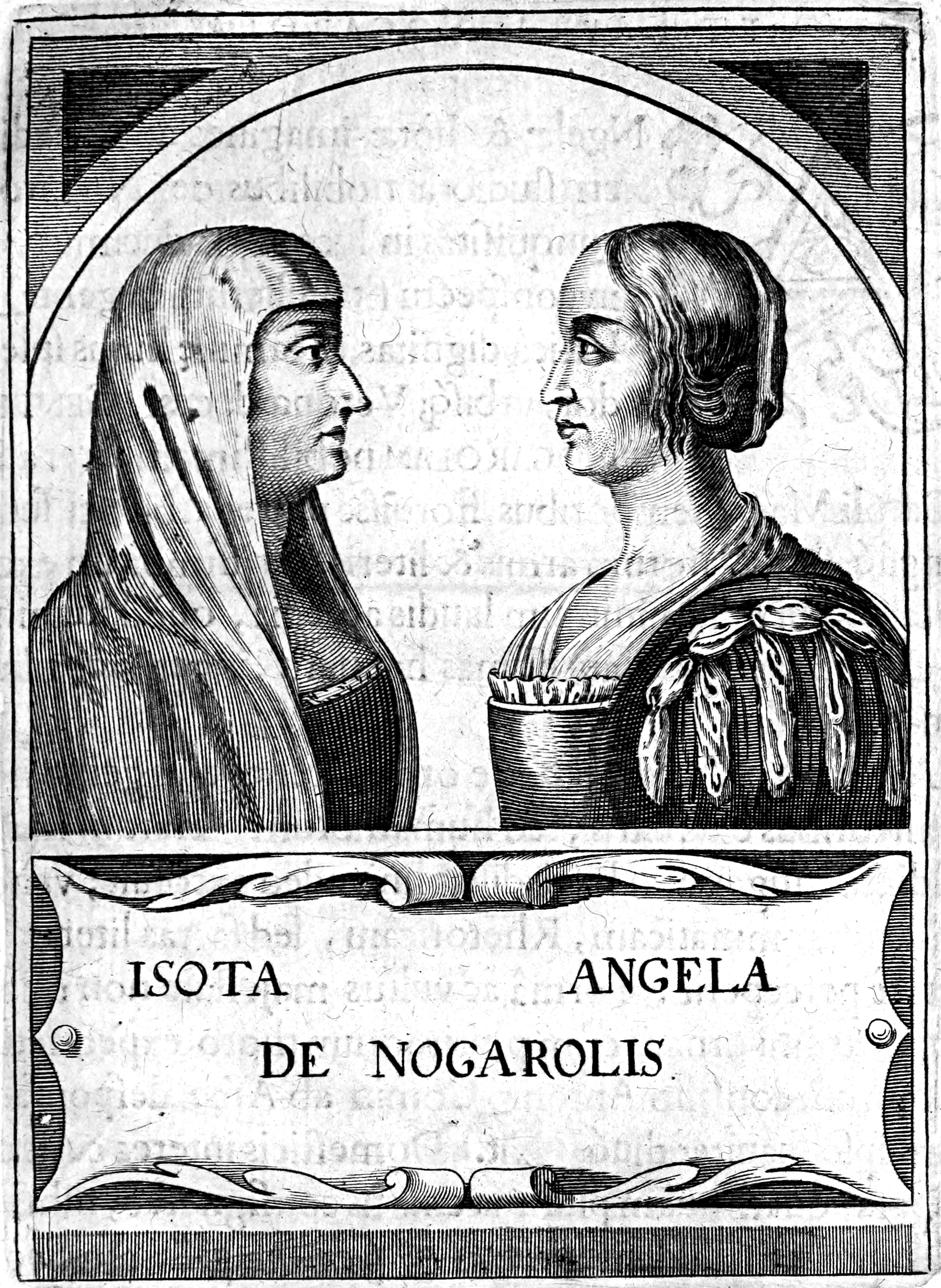
Изотта и её тетка Анжела, одна из первых итальянских поэтесс

Изотта Ногарола (итал. Isotta Nogarola; 1418, Верона — 1466, Венеция) — ренессансная писательница и интеллектуалка, гуманистка, представительница веронского графского рода; находилась в переписке со многими гуманистами, писала латинские стихи и речи; выступала за права женщин, преимущественно право на образование. Страстно любила учиться и провела большую часть своей жизни в уединении, постоянно занимаясь науками.

## Биография
Родилась в знатной веронской семье в числе десяти братьев и сестер, семеро из которых дожило до взрослого возраста, дочь Леонардо Ногарола, племянница Анжелы Ногаролы, поэтессы и пионера женского творчества в Италии. Мать Изотты Бьянка, происходившая из знатного семейства Борромео, сестра гуманиста кардинала Борромео, овдовела примерно в 1425—1433 годах. Она наняла своим дочерям Изотте и Джиневре преподавателей, что было крайней редкостью при воспитании девочек этого времени. Они учили латынь и греческий. Её вторым учителем был Мартино Риццони (Martino Rizzoni), обучавшийся у Гуарино да Верона, одного из самых передовых гуманистических мыслителей. Девочки в семье Ногаролы получили такое же образование, что и мальчики, за исключением науки риторики, которая в обществе, где доминируют мужчины, женщинам была не нужна.

### Ранний период
Обе девочки вошли в публичный мир гуманистического дискурса в 1434 году. Изотта оказалась чрезвычайно способной ученицей, чьи литературные работы получили широкое признание. К сожалению, своей славой она была обязана не величине интеллекта, а своему полу, что было редкостью для тех времён. Изотта писала изысканные и тонкие письма представителям интеллектуальной элиты, они отвечали ей. Списки с писем распространялись, слава Изотты начала расти.
В 1437 году 18-летняя девушка написала Гуарино да Верона, услышав, что он с похвалой отозвался о ней. Новость распространилась по Вероне и вызвала у местных горожанок насмешки над Изоттой и её претензиями на статус в мире гуманистов, что весьма рассердило её. Не получив ответа в течение длительного времени и не имея больше сил терпеть стыд, она написала Гуарино второе письмо, которое гласило:
Для чего я родилась женщиной, которую мужчины презирают на словах и на деле? Я задаю себе этот вопрос в одиночестве… Ваша несправедливость в отказе отвечать мне причинила мне так много страданий, что их не может быть и больше… Вы сами говорили, что нет цели, которой я бы не могла достигнуть. Но теперь, когда всё пошло не так, как надо, моя радость уступила место скорби… Ибо насмешками по всему городу женщины изводят меня.

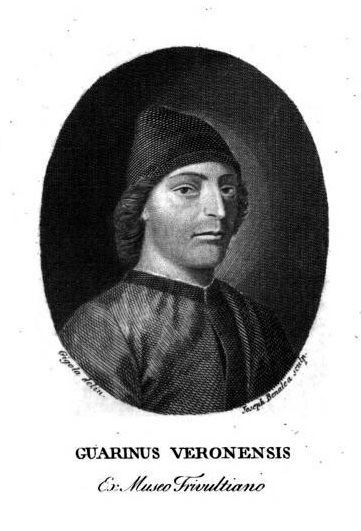
Гуарино да Верона

На это письмо Гуарино соизволил ответить следующими словами: «Ты проявляешь себя такой покинутой духом, такой смиренной — настолько женщиной, что ты не отвечаешь моему высокому мнению относительно тебя… Сотвори в душе своей мужчину!». Карьера Изотты как гуманиста завершилась, не начавшись.
Критика продолжала преследовать Изотту и достигла нового пика, когда её обвинили в промискуитете и инцесте. Эта сатира распространилась в середине 1439 года и была подписана псевдонимом «Плиний». Он обвинял Изотту, её сестру и брата Бартоломмею и Антонио (либо Лодовико) в преступных кровосмесительных и бисексуальных связях. В доказательство распущенности Изотты автор утверждал, что умная женщина не может быть девственницей.
От преследований веронцев Изотта переехала в 1438 году в Венецию (по другим сведениям, от чумы и постоянных конфликтов между Миланом и Венецией за Верону). В 1438 году сестра Джиневра вышла замуж за уроженца Брешии аристократа и кондотьера Бруноро Гамбара. (Она станет бабушкой известной ренессансной поэтессы Вероники Гамбары). Другая сестра, Лаура, была замужем дважды, сначала за Кристофоро Пеллегрини, затем за венецианским дожем Николо Троно. Изотта осталась незамужней, но её жизнь сделала резкий поворот: из светского гуманиста она превратилась в mulier sancta, одну из множества женщин этой эпохи, избравших религиозное одиночество. Выбор Изотты был связан с отношением к ней мужчин-гуманистов.

### Средний период
Пребывание Изотты в Венеции оказалось кратким, и в 1441 году она вернулась в Верону, где стала жить в семье своего брата. На протяжении следующего десятилетия о жизни Изотты в отеческом доме ничего не известно. По-видимому, она спокойно жила в родном доме и загородной вилле, известно, что она собрала отличную библиотеку. Следующую четверть века она прожила в компании своей матери, которая обеспечила ей столь превосходное образование. Обе женщины жили сначала вдвоём, затем в доме второго брата Изотты, оставаясь «под рукой» мужских представителей рода Ногарола, что было пристойным для незамужней девицы и вдовы. Завещание, написанное Бьянкой Борромео в 1457 году, называет её сына Лодовико ответственным за быт и имущество Изотты. Бьянка скончалась в 1461 году.

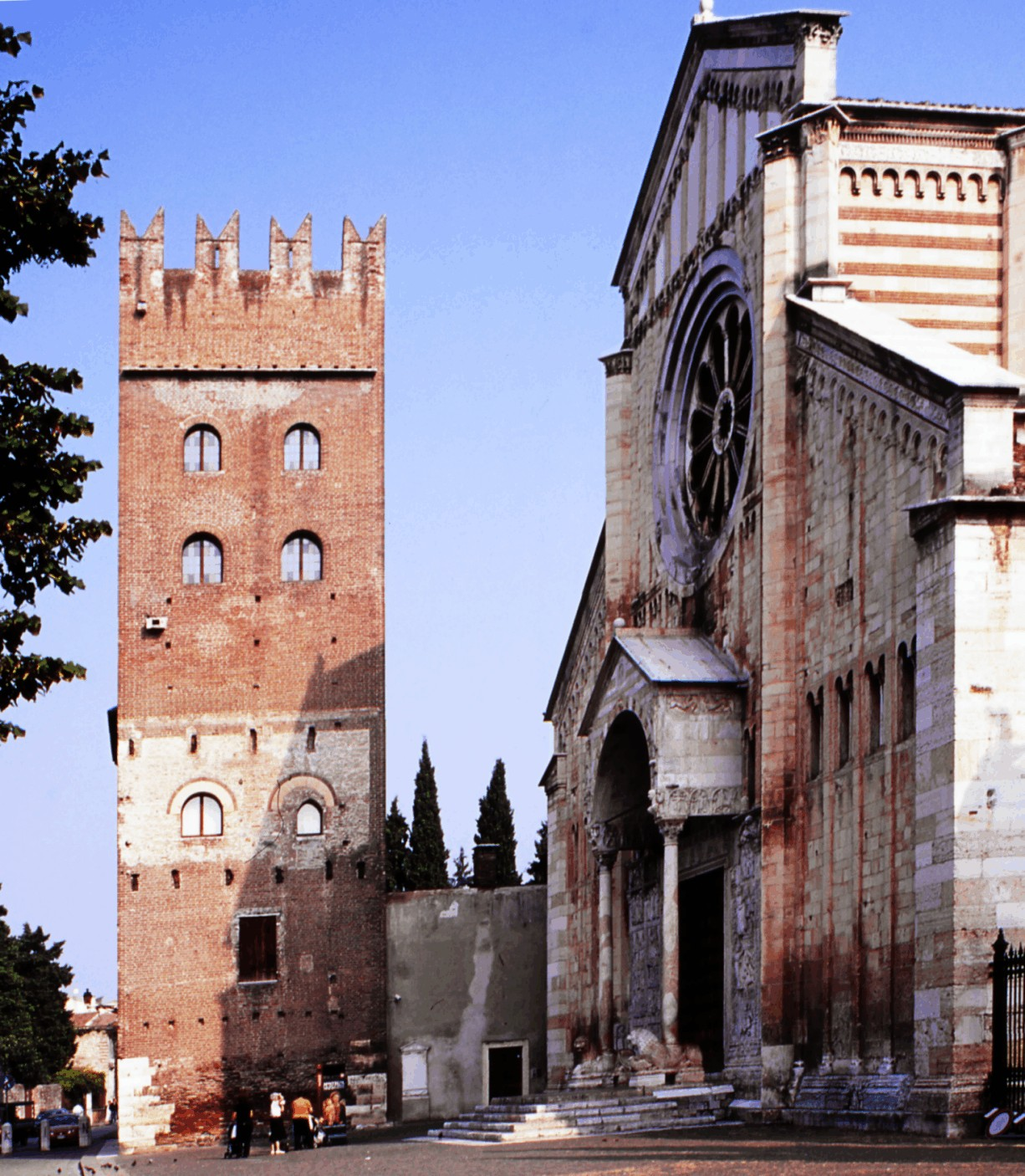
Верона

Как отмечают учёные, в 1441 году поражением закончился первый этап творчества Изотты, она прекратила обширное эпистолярное творчество с другими гуманистами. Изотта с ещё большим упорством занялась своим образованием и добилась большей известности, но по-прежнему имела репутацию женщины-интеллектуала, а не просто интеллектуала. Её начали хвалить за то, что она обратилась от низших дисциплин (литературы и языков) к высшим (теологии и философии). Изотта выбрала безбрачие и уединение, с фанатичностью практически религиозной, если не считать того, что она изучала не Бога и Библию, а гуманизм. Тем не менее, она приняла требования, предъявляемые к женщинам, отказывающимся от брака ради знаний.
Исследователи отмечают, что творческий путь Ногаролы станет шаблоном, который будет повторяться в судьбе многих женщин на протяжении столетий. Выросшая в семье, где поощрялась интеллектуальная жизнь, она получала похвалу за свой ум ребёнком, но повзрослев она столкнулась с сопротивлением своему желанию продолжить обучение. Её публичная жизнь как ренессансного гуманиста заняла всего два года — 1436—1438. Отвергнутая своими современниками, Ногарола выстояла в борьбе с условностями общества, указывавшими на возраст и необходимость вступления в брак, и не поддалась давлению монашеских орденов. Цена, заплаченная Ногаролой за интеллектуальную свободу, оказалась высокой — вечная девственность и изоляция от других образованных людей. Изотта никогда не выходила замуж и неоднократно подчёркивала собственную девственность. Эти черты стали основными для её публичного имиджа, что, по мнению современных феминистических учёных, позволяет утверждать, что она воплощает парадокс образованной женщины. После обвинений клеветника Ногароле пришлось приложить большие усилия, чтобы поддержать свою безупречную репутацию сексуальной невинности и духовной нравственности.

### Зрелый период
Однако в своём затворничестве Изотта не была полностью изолирована от общества. В 1450 году вместе с делегацией веронцев она отправилась в Рим, где произнесла написанную ею речь перед папой Николаем V. Изотта принимала посетителей, а также вела переписку с другими интеллектуалами, в особенности с Лодовико Фоскарини (c 1451 года), венецианским политиком, назначенным управлять Вероной. Они обсуждали философские вопросы, в том числе вопрос о том, чей грех был сильнее — Адама или Евы, а также причины их падения («О равном или неравном грехе Адама и Евы»). Этот текст был создан Ногаролой на основе писем и бесед, которыми обменивались оба собеседника, и он является главным текстом при изучении женского гуманизма Ренессанса. Фоскарини посещал её дом, участвовал в беседах с другими членами её семьи, и их отношения не были романтическими. В 1453 году за неё посватались, но по совету Фоскарини она отказалась.
Начиная по крайней мере с 1453 года Изотта страдала от некого физического недомогания. Со временем её здоровье стало ухудшаться, и она скончалась незамужней в возрасте 48 лет. Похоронена рядом со своей матерью в церкви Святой Цецилии в Вероне. Спустя два года Джованни Марио Филельфо (сын более знаменитого Франческо) написал в её честь поэму в 593 стихах гекзаметром «Liber Isottaeus», посвятив её брату покойной Лодовико (с двумя сонетами в приложении). Последний сонет говорил о ней как о человеке, в котором не было «ни пятнышка, ни дефекта», обладавшего «целомудренным телом, неиспорченным сердцем».
Образ жизни Ногаролы и её труды стали примером других итальянских гуманисток Ренессанса — Кассандры Феделе и Лауры Черете.

## Творчество
Западные исследователи Маргарет Кинг и Диана Робин опубликовали перевод всех сохранившихся трудов Изотты на английский язык. Учёные отмечают, что наследие Ногаролы включает эксперименты практически во всех гуманистических жанрах — от писем, благодаря которым прослеживаются её литературные и социальные связи, до диалогов, публичных обращений и утешительных писем. Они разделили её наследие на три периода:
1. Ранний — 1434-40 годы, к которому относятся сборники писем, публичные обращения, включая адресованные итальянскому учёному Эрмолао Барбаро; Якопо Фоскари (сыну дожа Франческо); и многие другие. Копии с писем Изотты циркулировали в гуманистических кругах, и она стала обретать известность.
2. Средний — период интеллектуального пробуждения — 1441—1449 годы, когда она ознакомилась с огромным количеством классических, библейских и святоотеческих текстов. От этого периода не сохранилось собственноручных текстов Ногаролы, он известен лишь по сторонним источникам. Например, венецианский аристократ Лауро Квирини (ок. 1420—1475/79), учившийся тогда в Падуанском университете, в своих письмах рекомендует ей ряд книг: Аристотеля, Боэция, Аверроэса, Фому Аквинского и т. д.
3. Зрелый — 1450-61 годы, когда Изотта экспериментирует с новыми жанрами и новым для себя синкретизмом классических и христианских источников. В это время был написан её диалог об Адаме и Еве, а позднее публичные обращения и речи на латыни. Одну из них она лично произнесла перед папой Николаем V в 1450 году (текст утерян), а другая, с призывом к крестовому походу против турок была прочитана в присутствии Пия II на Мантуанском соборе в 1459 году. В 1453 году она написала две речи, в которых приветствовала назначение нового епископа Вероны Эрмолао Барбаро. Её последней известной работой является утешительная погребальная речь, обращённая к венецианцу Якопо Антонио Марчелло, потерявшему 8-летнего сына Валерио в 1461 году.

Здравствуйте, нимфы ключи Кианы, прелестные дали!

    Здравствуй, ольховник густой озера вод посреди!

Место, что радует Муз, сестер хоровод беотийских, —

    здравствуй! — где любит бывать с Бромием также и Феб.

Сколько стремилась я строк придумать ученых для песен —

    в вашей всегда без труда Муз находила глуши.

Сколько Гонсага — со мной что связан любовью и кровью,

    Мантуя рада кого власти — сюда приходил!

Сколько и тот же Понтан, прелестным сопутствуя Музам,

    здесь появлялся, пленен местом чудесным, — не раз!
Основным и самым популярным произведением Изотты оказался её диалог в письмах с Лодовико Фоскарини «О равном или неравном грехе Адама и Евы», где каждый из них приводил доводы, отстаивая преимущества представителей своего пола. Рукописные экземпляры их дискуссии, где Изотта защищала Еву, разошлись по всей Европе (в одной лишь Парижской библиотеке в середине XVII века числятся 564 экземпляров).
Она «не случайно обратилась к этой теме. Всю жизнь она посвятила учёным занятиям и, встречая противодействие своим гуманистическим штудиям со стороны гуманистов-мужчин, много размышляла о природе женщины и её праве на познание истины. Не удивительно, что в попытке защитить себя она, подобно другим обвинителям и адвокатам женщины, снова обращается к проблеме ответственности Евы за первородный грех… В её развернутой системе доказательств акцент на природную слабость Евы — один из основных аргументов защиты; по её мнению, это обстоятельство дезавуирует вину прародительницы. Ведь природа сама по себе лишена греха, а поскольку слабость Евы была врожденной от природы, то её нельзя за это упрекать… Поскольку Адам был создан более совершенным и разумным, постольку он должен был хорошо присматривать за женщиной. Но раз он этого не сделал, то главная ответственность за первородный грех должна быть возложена на него».

### Произведения
- De pari aut impari Evae atque Adae peccato —  «О равном или неравном грехе Адама и Евы» // Рус. перевод Т. Б. Рябова. Женщина в истории западноевропейского средневековья (Приложения). Иваново, 1999
- Elegia de laudibus Cyanei ruris — единственное сохранившееся стихотворение Ногаролы, о летнем поместье своей семьи Кастель Д’Аццано (Русский перевод)
- Oratio in laudem beati Hieronymi — речь о Блаженном Иерониме
- Isotæ Nogarolæ Veronensis, opera quæ supersunt omnia — издание сочинений Ногаролы, включая переписку